# Bystrzyk pięknopłetwy
Bystrzyk pięknopłetwy, bystrzyk cytrynowy (Hyphessobrycon pulchripinnis) – gatunek słodkowodnej ryby z rodziny kąsaczowatych (Characidae). Hodowana w akwariach. 

## Występowanie
Ameryka Południowa: dorzecze Tapajós.

## Opis
Samce osiągają długość około 3,8 cm, samica 3,6 cm. Wymaga zbiornika z gęstą obsadą roślin. Ryby najlepiej czują się w stadach minimum 5 sztuk.